# Jound al-Cham (Syrie)
Pour les articles homonymes, voir Jound al-Cham.
Jound al-Cham (arabe : جنود الشام, « Les soldats du Levant ») appelé aussi Jound al-Cham al-Chichan (« Les soldats tchétchènes du Levant ») est un groupe rebelle salafiste djihadiste, actif depuis 2012, lors de la guerre civile syrienne.

## Logos

Premier logo de Jound al-Cham.
Deuxième logo de Jound al-Cham.

## Formation
Jound al-Cham annonce sa formation le 23 décembre 2012 à Homs. Ses forces sont constituées principalement de combattants tchétchènes,. Au cours du conflit, le groupe est actif à Alep, Idleb et surtout dans le gouvernorat de Lattaquié,,.

## Commandement
Le chef du groupe est Mourad Margochvili, dit « Muslim Abou Walid al-Chichani » ou « Amur Muslim », surnommé également « Spoka » (le sommet de la colline, en russe), un Kistine de nationalité géorgienne,,.

## Idéologie
Le groupe est salafiste djihadiste. À sa création, il affirme concentrer ses efforts sur la Syrie, mais il n'exclut pas d'étendre le djihad à d'autres pays.